# (36420) 2000 OG60
2000 OG60 (asteroide 36420) é um asteroide da cintura principal. Possui uma excentricidade de 0.19929260 e uma inclinação de 1.23113º.
Este asteroide foi descoberto no dia 29 de julho de 2000 por LONEOS em Anderson Mesa.